# Zapping-Alien@Mozart-Balls
Zapping-Alien@Mozart-Balls ist der zweite Spielfilm, den Vitus Zeplichal als Autor, Regisseur, Produzent und Schauspieler ab dem Jahr 2000 realisierte.
Zeplichal konnte nicht nur Größen des internationalen und österreichischen Spielfilms wie Helmut Berger und Karl Merkatz für das Projekt begeistern,
es wirken auch viele weitere Menschen an der No-Budget-Produktion bis ins Jahr 2009 mit.

## Handlung
Werbedesigner Joe befindet sich in finanziellen Schwierigkeiten. Freundin Mary überredet ihn, einen Auftrag von ihrer Tante Mrs. Devil anzunehmen. Joe soll ein interaktives Computerspiel zur Einführung der neuen Droge Peps entwickeln. Jack, ein Lakai von Mrs. Devil, überwacht das teuflische Unterfangen. In Joes Game begibt sich Alien Ali mit Hilfe von Erfinder Einstein und Frau Müller auf die Suche nach Mozarts Musik und die Droge Peps im Salzburg des Jahres 2026. Von Behörden verfolgt und im ständigen Kampf mit einem Dealer jagt Ali durch die ihm fremde Welt. Die Ebenen von Realität und Computerfiktion vermischen sich zusehends und Joe ist drauf und dran, seinen Verstand zu verlieren. Die Passion nimmt ihren Lauf, der Pakt mit dem Teufel fordert den Tribut.

## Produktion
Der Film wurde 2001 in dem österreichischen Bundesland Salzburg (Hallein, Kuchl, Stadt Salzburg) und in Bayern (Freilassing und München) gedreht. Die Produktion dauerte von 2001 bis 2009.
Der 115 Minuten lange Film enthält sowohl Szenen in Farbe als auch Schwarz-Weiß. Er hat einen Aspect Ratio von	1.85 : 1 und Stereo-Ton.

## Kritik
Clemens Panagl von den Salzburger Nachrichten findet, es sei „gar nicht so leicht zu entwirren“, was die verschiedenen handelnden Personen und Geschöpfe in Zapping-Alien@Mozart-Balls miteinander zu tun haben. Er hält es aber auch nicht für nötig, alles zu entschlüsseln, schließlich handele es sich um ein „(Verwirr-)Spiel mit außerirdischen Dimensionen“. Der Umgang von Politik und Medizin mit dem Alien wirke dagegen „gar nicht so realitätsfern“.

## Releases
- Brasilien, Oktober 2009 (Mostra Internacional de Cinema, Sao Paulo) (Premiere)
- Indien, November 2009 (Goa International Festival of India)
- USA, Februar 2010 (Macon Film Festival)
- USA, März 2010 (Durango Independent Film Festival)
- USA, April 2010 (Buffalo Niagara Film Festival)
- USA, April 2010 (Kent Festival, Connecticut)
- USA, ? 2010 (WorldFest-Houston International Film Festival)
- Deutschland, Juni 2010 (Filmfest München)[3]
- Frankreich, 2011 (Cannes)
- England, 2011 (Portobello Film Festival)
- England, 2011 (Wales Swansea Festival)
- Österreich, 2012 (Hallein)
- Österreich, 19. Januar 2012 (Salzburg)

## Auszeichnungen
- 2010: WorldFest-Houston International Film Festival, SILVER REMI AWARD (EXPERIMENTAL/DOGMA)[4]